# Михаило Храбри
Михај Патрашку (рум. Mihai Pătrașcu; Орасул де Флоци, 1558 — Кампија Турзији, 9. август 1601), познатији као Михаило Храбри (рум. Mihai Bravu), био је кнез Влашке (1593—1601), Трансилваније (1599—1600) и кнежевине Молдавије (1600). У 19. веку Румуни су га прогласили националним херојем, јер је први пут у историји Румуније на кратко објединио Влашку, Молдавију и Трансилванију у персоналну унију. Себе је именовао „господарем Влашке, Трансилваније и целе Молдавије”
За време његове владавине, која се поклапа с Дугим ратом, поменуте три кнежевине образовале су територију данашње Румуније и Републике Молдавије, у којој је владао по први пут румунски вођа. Унија је трајала свега шест месеци. Ипак, проглашен је једним од највећих румунских националних хероја.
У војсци Михаила Храброг, поред Румуна и Мађара, било је доста и Срба, од којих су најважнији били: жупан Никола, „командант знатног одреда коњице”, који се истакао у неколико битака; војвода Дели Марко, који је у биткама за уједињење румунских земаља предводио одред од хиљаду коњаника; Ђорђе Сланкаменац, који је заједно са Савом Темишварцем, и са својих две хиљаде војника као крајовски бан учествовао у неколико битака; легендарни капетан Старина Новак, којег Румуни славе и као Баба Новак (рум. Baba Novac).
Његова владавина почела је у јесен 1593. године, а две године касније избио је рат са Османлијама. У том рату принц се борио у бици код Калугеренија, која се узима као једна од најважнијих битака за време његове владавине. Иако су Власи изашли као победници из битке, Михаило је био принуђен да се повуче са трупама и сачека помоћ од својих савезника (кнеза Жигмунда Баторија од Трансилваније и немачког цара Рудолфа II). Рат је вођен све док мир коначно није дошао на снагу јануара 1597, али је трајао свега једну и по годину. Мир је поново склопљен крајем 1599. године, када је Михаило, због недостатка помоћи својих савезника, био у немогућности да настави рат.
Михаило је победио у бици код Шелимбара, и ускоро ушао у Албу Јулију, поставши принц од Трансилваније. Месец дана касније његове трупе су напале Молдавију и стигле до њене престонице, Сучаве. Молдавски кнез Јеремија Мовила побегао је у Пољску, те се Михаило прогласио кнезом од Молдавије. Михаило није могао да одржи контролу у све три кнежевине, па се племство у Трансилванији дигло против њега, што је бојарима из Влашке и Молдавије дало повода да се и они побуне. Михаило је, заједно са аустријским генералом Ђорђем Бастом, угушио побуну мађарског племства у Гураслауу. Убрзо након тога, Баста је наредио да се Михаило убије, што се и догодило 9. августа 1601. године.

## Детињство и младост
Рођен је под породичним презименом Патрашку (рум. Pătraşcu). Године 1601. боравио је у Прагу, где га је насликао сликар Егидус Садлер, који је на портрету речи забележио „aetatis XLIII” („у четрдесет и трећој години живота”), што се поклапа са годином његовог рођења 1558.
Мало се зна у вези његовог детињства и раних година његовог пунолетства. Многи историчари су тврдили да је ванбрачни син принца Патрашкуа Доброг (рум. Pătraşcu cel Bun), док остали верују да је он само измислио порекло да би оправдао своју владавину. Његова мајка Теодора, из Орашул де Флочи, била је члан грчке породице Кантакузин.
Године 1588. постаје бан од Мехединца, а мало касније исте године и столник (комесар) у двору Михнеа Турчитула, а године 1593. стекао је титулу бана Крајове. У то време Влашком је управљао Александру Зли (Александру cel Rău). Доцније је признао пред дванаест бојара да није кнежевског порекла. Ипак, маја 1593. године избио је сукоб између Александруа и Михаја, који је био присиљен да одбегне у Трансилванију. Пратили су га полубрат Раду Флореску, Раду Бузеску и још неколико његових присталица. Након што је провео две недеље на двору Жигмунда Баторија отишао је у Константинопољ, где је уз помоћ свог рођака с мајчине стране, Андроника Кантакузина, и патријарха Јеремије II преговарао с Турцима, желећи да га уз њихову помоћ доспе поново на трон Влашке (Țara Românească). Подржао га је енглески амбасадор у османској престоници, Едвард Бартон, предавши му суму од 200.000 флорина. Султан је прогласио Михаја кнезом септембра 1593, а његова стварна функција на том месту почиње 11. октобра. Са становишта религијске јурисдикције, споразум у Алби Јулији донео је још једну важну одлуку према којој се сви православни епископи у Трансилванији стављају под надлежност митрополије у Трговишту.

## Влашка
Недуго пошто је постао кнез Влашке, Михаило се окренуо против Османског царства. Следеће године се придружио Хришћанској лиги европских сила, која је формирана на иницијативу папе Климента VIII. Такође, потписао је споразум са Жигмундом Баторијем од Трансилваније, Ароном Тиранулом од Молдавије и са царем Рудолфом II. Поход против Турака је започео у јесен 1594. године, покоривши неколико утврђења у близини Дунава (Ђурђу, Браила, Харшова и Силистрија). У исто време, његов молдавски савезник победио је Турке код Јашија и осталим областима у Молдавији. Михаило је наставио с нападом продрвши дубоко у Османско царство. Месно становништво, охрабрено присуством Михајеве војске, подигло се на устанак и кренуло на Софију. Опљачкали су све на шта су наишли и опустошили град Туртукају, који су потом спалили и сравнили са земљом. Претходница ове експедиције допрла је чак до Варне на обали Црног мора. На челу побуњених сељака стајао је Старина Новак (Baba Novac), кога ће Михаило Храбри због војничких врлина примити у састав своје војске и поставити за једног од највиших војних старешина. Михаило је освојио Никопољ, Рибник и Чилу, а био је и надомак Једрена. У том тренутку, његове снаге биле су само 25 km од Константинопоља.
Штефан Рзван ухапсио је Арона 24. априла (5. маја по новом календару) наводно због издаје, и послао га у Албу Јулију са породицом и ризницом.
Године 1595. Жигмунд Батори је издао елаборат, којим је Арона од Молдавије уклонио са власти. Штефан Жосика (Stefan Josica) (Баторијев канцелар румунског порекла) руководио је том операцијом. Арон је отрован крајем маја у замку Винт. Батори је био приморан да оправда своје поступке пред европским силама, јер је Арон активно учествовао у антиосманској коалицији. Касније, у истом граду, влашки бојари потписали су споразум са Жигмундом у име Михаја. Гледајући с тачке гледишта влашке унутрашње политике, споразум у Алби Јулији је формализован, што је значило да је већ ојачало бојарство добило још већа права. Према споразуму, веће од дванаест великих бојара добило је овлашћење да учествује заједно са војводом у извршној власти.
Бојар више није могао бити смакнут без знања и дозволе трансилванског кнеза — ако би којим случајем био осуђен за издају, нико није имао право да му одузме имовину. Очигледно да Михаило није био задовољан коначном одлуком овог споразума, али га се морао придржавати. У једном разговору са пољским изаслаником Лубиницкијем изјавио је да нису поступали као што је наведено у њиховим упутствима, него су гледали сопствену корист и изборили се за њу. Убудуће се трудио да избегне обавезе које ће га пратити до краја његове владавине.
За време његове владавине, Михаило се претежно ослањао на лојалност и подршку групе западних влашких бојара од којих су најважнији били браћа Бузеску (рум. Fraţii Buzescu) и на сопствену родбину с мајчине стране. Због тога је штитио њихове интересе за време своје владавине, нпр. донео је закон који обавезује кметове да земљиште предају у власништво велепоседника. Са становишта религијске јурисдикције, споразум у Алби Јулији донео је још једну важну одлуку према којој се сви православни епископи у Трансилванији стављају под надлежност митрополије у Трговишту.
У међувремену, османска армија, стационирана у Рушчуку, припремала се да пређе Дунав и изврши велики напад. Михаило је убрзо био принуђен да се повуче, а османске снаге почеле су да прелазе реку 4. августа 1595. године. Пошто је његова војска била бројчано надјачана, Михаило је стога избегавао борбе на отвореном и одлучио да се бори у мочварним пределима у близини Калугаренија, на реци Њеајлов. Битка код Калугаренија почела је 13. августа, и Михаило је победио османску војску коју је водио Синан-паша. Упркос победи, повукао се у зимски логор у Стенештију јер је имао врло мало трупа да би водио рат против преосталих османских трупа. Касније је удружио снаге са Баторијевих 40.000 људи под оружјем (предвођених Иштваном Бочкајем) и извршио контранапад на Османлије, ослободивши Трговиште (8. октобра), Букурешт (12. октобра) и Браилу. Тиме је привремено уклонио османску владавину у Влашкој.
Борбу против Османлија наставио је 1596. године, када је извршио неколико упада јужно од Дунава код Видина, Плевне, Никопоља и Бабадага, уз помоћ локалних Бугара за време Прве трновске буне.
Крајем 1596. године Михаило је био суочен са неочекиваним нападом Татара, који су уништили градове Букурешт и Бузау. Михаило је прикупио војску у намери да се супротстави Татарима, али су се они убрзо повукли тако да до праве битке с њима није дошло. Михаило је био одлучан да настави рат против Османлија, али је био спречен, јер му је изостала подршка Баторија и Рудолфа II. Хасан паша је 7. јануара 1597. године објавио независност Влашке под Михајем, али је Михаило знао да је то само покушај да га одврате од припрема за следећи напад. Поново је затражио Рудолфову помоћ и овај му је коначно одговорио, пославши му финансијску помоћ. Према споразуму, аустријски владар ће дати Влашкој довољно новца да обезбеди 5.000 људи под оружјем, као и за наоружање и опрему. Убрзо након што је склопљени споразум потписан, рат с Османлијама је настављен и Михаило је држао у опсади Никопољ 10. септембра 1598. године и преузео контролу над Видином. Рат с Османлијама је настављен све до 26. јуна 1599. године, када је Михају понестало средстава и подршке да га настави, па је потписао мировни споразум.

## Трансилванија
Априла 1598. године Жигмунд се одрекао титуле кнеза Трансилваније у корист цара Светог римског царства, Рудолфа II (који је такође био краљ Мађарске), али се предомислио октобра 1598, а онда поново поднео оставку у корист свог рођака, кардинала Ендреа Баторија. Батори је био близак пољском канцелару и хетману Јану Замојском, па је ставио Трансилванију под утицај краља Пољске, Жигмунда III. Такође је био поуздан савезник новом молдавском кнезу Јеремији Мовили, једном од Михајевих највећих непријатеља. Мовила је свргнуо Штефана Рзвана помоћу пољског хетнама Јана Замојског августа 1595. године.
Суочавајући се с новом претњом, Михаило је затражио од цара Рудолфа да постане суверен Влашке. Батори је 25. септембра (5. октобра по новом календару) издао ултиматум у којем је захтевао да Михаило абдицира. Михаило је одлучио да нападне Баторија да би спречио инвазију. Касније ће описати овај моменат:
Подигао сам са собом моју земљу, моју децу, узео своју супругу и све што сам имао, и са својом војском [ушао у Трансилванију], да ме непријатељ не би могао разбити овде.
Напустио је Трговиште 2. октобра и 9. октобра стигао до Прејмера у јужној Трансилванији, где се састао са изасланицима из Брашова. Поштедевши град, кренуо је на Крцу, где је ујединио снаге са Секељима.
Извојевао је одлучујућу победу 18. октобра. над војском кнеза-кардинала Ендреа Баторија у бици код Шелимбра. Баторија су убили антибаторијски настројени Секељи убрзо после битке (имао је 38 година), а Михаило му је приредио кнежевску сахрану у римокатоличкој катедрали у Алби Јулији. Пошто је његов непријатељ мртав, Михаило је ушао у трансилванијску престоницу Алби Јулију, где је примио кључеве тврђаве од бискупа Деметра Напрађија. Касније је тај догађај описан као исконски у румунској историографији.
Иштван Самошкози, чувар архиве у то време, забележио је тај догађај до најситнијих детаља. Такође је записао, да су два дана пре него што је одржан састанак Дијете трансилвански племићи изабрали војводу Михаја за кнеза Трансилваније. Пошто је Дијета састављена, Михаило је захтевао да сви сталежи положе заклетву лојалности цару Рудолфу, затим њему, а онда и његовом сину.
Иако га признао трансилванијски парламент (Дијете) он је био само царски гувернер, међутим, практично је био владар Трансилваније.
Михаило се у Трансилванији на званичним документима потписивао: „” („Михај, војвода Влашке, члан већа Његовог Величанства Цара и Краља, његов представник у Трансилванији и генерал-капетан његових трупа из Трансилваније.”). Када је ушао у Трансилванију, није ослободио или побољшао положај Румуна, који су претежно били сељаци, и који су чинили више од 60% од укупног становништва, већ је тражио да се потврде права и привилегије мађарских, секељских и саксонских племића.
Нема никаквих доказа да је Михаило желео да трансилванијски Румуни играју водећу политичку улогу у Трансилванији. Довео је само неколицину својих влашких сарадника у Трансилванију, а такође је позвао и неке Секеље као и друге трансилванијске Мађаре да помогну у управљању Влашком, где је желео да уведе напреднији трансилванијски феудални систем. Такође је покренуо преговоре са царем око свог службеног положаја у Трансилванији, а хтео је да кнежевину касније стави и директно под царску власт. Влашки војвода, с друге стране, желео је титулу кнеза Трансилваније за себе и једнако је тврдио да је регија Парциум у његовом поседу. Михаило је био, и поред тога, спреман да призна хабзбуршку превласт, при чему био он владао као гувернер.

## Молдавија
Молдавски кнез Јеремија Мовила био је стари Михајев непријатељ, што је подстакло Ендреа Баторија да пошаље ултиматум, захтевајући његову абдикацију. Његов брат, Симјон Мовила, тражио је влашки престо за себе и придодао себи 1595. године титулу влашког војводе. Свестан опасности, Михаило је основао банат Бузау јула 1598. године у којем је нови бан задужен да надгледа кретање Молдаваца, Татара и Козака. Михајева намера била је да прикупи информације пре него што се упусти у поход на Молдавију, који је планирао неколико година.
Михаило се састао с пољским изасланицима у Брашову 28. фебруара. Био је спреман да призна пољског краља као свог суверена у замену за молдавску круну и признање наследничког права његовог сина над три кнежевине. Овај састанак није одузео много времена Михају, и он је 14. априла 1600. године ушао у Молдавију са неколико страна, лично водећи главни напад на Тротуш и Роман. Стигао је до престонице Сучаве 6. маја. Браниоци су предали цитаделу следећег дана. Јеремија Мовилу спасило је пожртвовање његове личне страже од сигурног заробљеништва. Избегао је у замак Хотин заједно са својом породицом и нешто верних бојара. С њим је био и бивши кнез Трансилваније, Жигмунд Батори. Молдавски војници су дезертирали, остављајући малу пољску контингенту као једине браниоце. Под окриљем мрака, негде пре 11. јуна, Мовула је успео да се некако провуче иза зидина и пређе реку Дњестар. Одбегао је у логор хетмана Станислава Жолкевскога.
Суседне државе узнемирили су се због поремећаја односа снага, посебно мађарско племство у Трансилванији, које се дигло портив Михаја. Уз помоћ Басте, успели су да савладају Михаја у бици код Мираслауа, приморавши га да се повуче из Трансилваније заједно са остатком лојалних снага. Пољска армија предвођена Јаном Замојскијем прогнала је Власе из Молдавије и победила Михаја код Најенија, Сарате, Чептуре и Букове. Баба Новак је после свега остао веран Михају, и био уз њега. Пољска армија је такође ушла у источну Влашку и поставила Симјона Мовилу за владара. Снаге одане Михају остале су једино у Олтенији (Мала Влашка).

## Последња победа и убиство
Михаило је поново затражио помоћ од цара Рудолфа током посете Прагу између 23. фебруара и 5. марта 1601. године. Добио ју је, када је цар чуо да је генерал Ђорђе Баста изгубио контролу над Трансилванијом, којом су завладали мађарски племићи вођени Жигмундом Баторијем, који су прихватили да буду османски штићеници. У међувремену, снаге лојалне Михају у Влашкој, вођене Николајем Патрашкуом, збациле су Симона Мовилу с престола Влашке и припремили се да поново уђу у Трансилванију. Михај, у савезу са Бастом, поразио је мађарско племство у бици код Горуслауа. Неколико дана касније Баста је, желећи да завлада Трансилванијом, наредио Михајево убиство, које се догодило негде код Кампија Турзије у логору Керестешмезо 9. августа 1601. године. Према румунском историчару Константину К. Ђурескуу.
Никада у историји Румуније није био моменат тако блиставе славе након које је убрзо уследио горак неуспех

### Печат Михаила Храброг
Печат садржи грбове три румунске кнежевине: у средини, на штиту, приказан је молдавски во; изнад њега влашки орао, који, између сунца и месеца, држи крст у кљуну; а испод њега налази се трансилванијски грб, који представља два стојећа лава која се састају, придржавајући мач. Молдавски штити је одржан до данас заслугом две крунисане личности.
Постоје два натписа на печату. Први, кружни, исписан је на ћирилици „IО МИХАИЛО УГРОВЛАХИСКОИ ВОЕВОД АРДИЛСКОИМОЛД ЗЕМЉИ“, што значи „Ја Михајло угро-влашки војвода ердељске и молдавске земље”. Други део натписа, смештен дуж кружног лука, који одваја влашки грб од осталих хералдичких композиција „НМЛ БЖЕ МЛРДIЕ”, може се протумачити као скраћено „Великом милошћу Божијом”.

## Наслеђе
Владавина Михаила Храброг обележена је раскидом са Османлијама, напетим односима с другим европским силама, као и савезом трију кнежевина, што је у каснијем периоду сматрано претечом модерне Румуније. Ту тезу заступао је Николај Балческу, вођа Влашке револуције из 1848. године. Ова теорија постала је референтна тачка за националисте, као и катализатор за разне румунске снаге које су ишле ка томе да се успостави једна јединствена румунска држава.

Кнез, који је за кратко време завладао трима кнежевинама (1599—1600) које ће се ујединити три века касније у доба модерне Румуније, почео је да се слави као ујединитељ тек средином 19. века. Такво тумачење није било заступљено у историографији 17. века, па чак ни у трансилванијској школи око 1800. Оно што су они посебно истакли, поред изузетне Михајеве личности, била су идеја хришћанства и његов близак однос са царем Рудолфом. Освајачке амбиције се такође често наводе као мотивација за његово деловање, заузимајући у интерпретативној шеми место које ће касније окупирати Румунска идеја.
У записима молдавског хроничара Мирона Костина, Михаило Храбри се појављује у улози освајача Трансилваније и Молдавије као „узрок још већем проливању крви међу хришћанима”, а није много цењен ни међу својим Власима: „Власи су постали уморни од ратоборне владавине војводе Михаја”.
Влашка перспектива може се наћи у Историји влашких кнежева, која се приписује хроничару Радуу Попескуу (1655—1729). У тој хроници писац без разлике оцрњује све Михајеве противнике. Румуни и странци подједнако: „Потчинио је Турке, Молдавце и Мађаре за време своје владавине, као да су му магарци.” Сликовити стил изражавања служи само да потврди одсуство било какве Румунске идеје.
Самуило Мицу, један од представника Трансилванске школе, рекао је у свом раду Кратко објашњење историје Румуна (написаном 90-их година 18. века): „Године 1593, Михај, који је назван Храбар, успео је на влашки престо. Он је велики ратник, који се бори с Турцима и покорава Трансилванију. И узима Трансилванију и даје је цару Рудолфу.”
Михај Витеазул, општина у области Клуж, носи име по Михаилу Храбром. Михаило се такође спомиње код монаха из манастира св. Антоните Симонепетре, због великог доприноса у изградњи и обнављању манастира који су настрадали у пожару.
Одликовање Михаила Храброг, именовано по Михају, највеће је војно одликовање у румунској војсци. Једна војна јединица гарде у Војсци Румуније се зове Регимента 30 гарде „Михаило Храбри”.

## Породично стабло
| \| \| \| \| \| 2. Патрашку Добри \| \| \| \| \| \| \| \| \| \| \| \| \| \| \| \| \| \| \| \| \| \| \| \| \| \| \| \| \| \| \| \| \| 1. Михаило Храбри \| \| \| \| \| \| \| \| \| \| \| \| \| \| \| \| \| \| \| \| \| \| \| \| \| \| \| \| \| \| \| \| \| \| \| \| 3. \| \| \| \| \| \| \| \| \| \| \| \| \| \| \| \| \| \| \| \| \| \| \| \| \| |                   |  |  |                   |  |  |  |
| |                   |  |  | 2. Патрашку Добри |  |  |  |
| |                   |  |  |                   |  |  |  |
| |                   |  |  |                   |  |  |  |
| |                   |  |  |                   |  |  |  |
| | 1. Михаило Храбри |  |  |                   |  |  |  |
| |                   |  |  |                   |  |  |  |
| |                   |  |  |                   |  |  |  |
| |                   |  |  |                   |  |  |  |
| | 3.                |  |  |                   |  |  |  |
| |                   |  |  |                   |  |  |  |
| |                   |  |  |                   |  |  |  |